# أنيس سالتو
أنيس محمد سالتو لاعب كرة قدم ليبي يشغل مركز مهاجم، وهو من مواليد 1 أبريل 1992، يلعب حاليا لصالح النادي الأهلي (طرابلس).

## مسيرته الرياضية
كانت بدايته مع نادي المدينة الليبي حتى سنة 2016. ثم انتقل بعدها إلى نادي النجم الرياضي الساحلي التونسي سنة 2016. وقد انضم لصفوف الأهلي طرابلس الليبي موسم 2017 ليعزز صفوف الفريق في المشاركة في دوري أبطال أفريقيا 2017.